# マーティン・ホーク (第2代ホーク男爵)
第2代ホーク男爵マーティン・ブレイデン・ホーク（英語: Martin Bladen Hawke, 2nd Baron Hawke、1744年4月20日 – 1805年3月27日）は、イギリスの政治家、グレートブリテン貴族。1768年から1774年まで庶民院議員を務めた。

## 生涯
初代ホーク男爵エドワード・ホークと妻キャサリン（Catherine、旧姓ブルック（Brooke）、1720年ごろ – 1756年10月28日、ウォルター・ブルックの娘）の息子として、1744年4月20日にハンプシャーのリミントンで生まれた。1754年から1756年までイートン・カレッジで教育を受けた後、1764年7月11日にオックスフォード大学クイーンズ・カレッジに入学、1771年7月4日にD.C.L.の学位を授与された。同年、リンカーン法曹院で弁護士資格免許を取得した。
父は七年戦争でイギリス海軍の軍人として活躍し、1766年12月から1771年まで海軍卿を務めた経歴があり、その息子であるマーティンは1768年イギリス総選挙で海軍本部の勢力が強いソルタッシュ選挙区から出馬して当選した。議会での演説は主に海軍関連の議題で占められ、半給制度に関する採決（1773年2月）とグレンヴィル法（1774年2月）で野党に同調して投票したほかは概ね与党に同調した。
1774年イギリス総選挙ではヨーク選挙区から出馬した。ヨークでは第2代ロッキンガム侯爵チャールズ・ワトソン＝ウェントワースが支配を強めており、マーティンは反ロッキンガム派として立候補したものの、ロッキンガム侯爵の勢力には勝てず、得票数3位（647票）で落選した。
1781年10月17日に父が死去すると、ホーク男爵位を継承した。
1805年3月27日に死去、長男エドワードが爵位を継承した。

## 家族
1771年2月6日、カサンドラ・ターナー（Cassandra Turner、1748年 – 1813年11月19日、第2代準男爵サー・エドワード・ターナーの娘）と結婚、2男4女をもうけた。
- カサンドラ・ジュリア（1772年1月16日[7] – 1821年以降） - 1793年7月15日、サミュエル・エストウィック（Samuel Estwicke）と結婚。1800年9月、スティーブン・スローン（Stephen Sloane）と再婚。1821年8月28日[8]、トマス・グリーン（Thomas Green）と再婚[9]
- エドワード・ハーヴィー＝ホーク（1774年5月3日 – 1824年11月29日） - 第3代ホーク男爵[9]
- マーティン・ブレイデン・エドワード（1777年4月1日 – 1839年9月14日） - 1815年3月8日、ハンナ・ニスベット（Hannah Nisbet、1876年4月6日没、トマス・ニスベットの娘）と結婚、子供あり。第6代ホーク男爵エドワード・ホークの父[1][9]
- キャサリン（1779年12月10日 – 1780年3月3日[7]） - 夭折[8]
- キャサリン・イザベラ（1783年3月13日 – 1786年8月10日[7]） - 早世[8]
- アナベラ・イライザ・カサンドラ（Annabella Eliza Cassandra、1787年8月22日[7] – 1818年3月21日[8]） - 生涯未婚[9]